# Алматинска област
Алматинска област (на казахски: Алматы облысы; на руски: Алматинская область) е една от 17-те области на Казахстан, разположена в югоизточната част на страната. От 1997 г. до 2022 г. административен център на областта е град Талдъкорган. През 2022 г. 10 от районите около Талдъкорган са обособени в отделна Жетъсуска област, а за нов административен център на Алматинска област е избран град Конаев.

## Историческа справка
През 1854 г. е основано руснаците основават Заилийското укрепление, които през 1885 г. е утвърдено за град Верни. През 1921 градът е преименува на Алма-Ата и става столица на Казахската ССР. През 1993 г. на града е върнато казахското му наименование Алмати, през 1998 г. столицата на страната е преместена в град Астана, а град Алмати заедно с градовете Астана и Шимкент става град с републиканско значинение. 
Най-старият град в Алматинска област е град Жаркенд, утвърден за град през 1882 г. Останалите 9 града в областта са признати за такива по време на съветската власт в периода от 1944 г. (Талдъкорган) до 1984 г. (Ушарал). Алматинска област е образувана на 10 март 1932 г. През 1939 г. 3 района са предадени на Жамбълска област и 3 района на Семипалатинска област. На 10 март 1944 г. от североизточните райони на Алматинска област е образувана Талдъкорганска област, съществувала до 6 юни 1959 г., когато територията ѝ отново е присъединена към Алматинска област. На 23 декември 1967 г. Талдъкорганска област е възстановена и съществува до април 1997 г., когато за втори път територията ѝ е присъединена към Алматинска област. Административният ѝ център град Талдъкорган става център на Алматинска област, а град Алмати придобива статут на град с републиканско подчинение и е със своя отделна от областта площ и население. През 2022 година с указ на президента на Казахстан 10 от районите около Талдъкурган са обосеобени в нова Жетъсуска област.

## Географска характеристика
Алматинска област заема югоизточната част на Казахстан. На изнок граничи със Жетъсуска област, на юг – с Киргизстан, на запад – с Жамбълска област, на северозапад – с Карагандинска област. В тези си граници заема площ от 105 100 km² (без площта на град Алмати. 

## Население
Към 2020 г. населението на Алматинска област област е 2 059 200 души. Етнически състав: казахи 72.,32%, руснаци 13,12%, уйгури 7.74%, турци 1,84% и др.

## Административно-териториално деление
От 8 юни 2022 година Алматинска област се дели на 9 административни района и 1 град с областно значение. Град Алмати е с републиканско значение и неговата площ и население не се броят към площта и населението на Алматинска област.
Град с областно подчинение
- 10. Конаев - гр. Конаев

Райони
- 1.Балхашки район с административен център с. Баканас
- 2.Енбекшиказахски район с административен център гр. Есик
- 3.Жамбилски район с административен център с. Узунагач
- 4.Илийски район  с административен център с. Отеген Батър
- 5.Карасайски район с административен център гр. Каскелен
- 6.Кегенски район с административен център с. Кеген
- 7.Раимбекски район с административен център с. Нарънкол
- 8.Талгарски район с административен център гр. Талгар
- 9.Уйгурски район с административен център с. Чунджа